# Museum Gherdëina

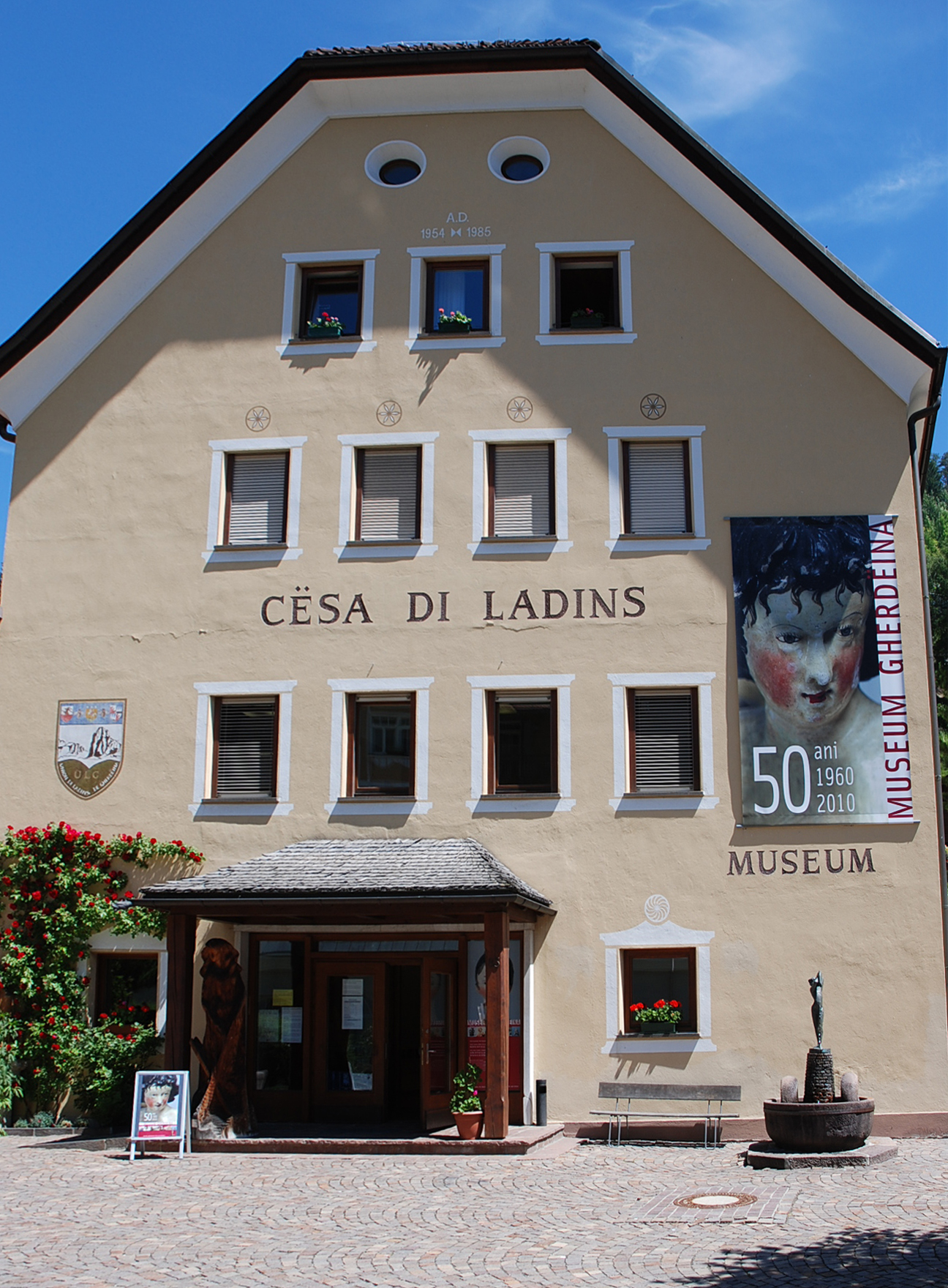
Außenansicht des Museums

Das Museum Gherdëina (deutsch Museum Gröden) im Zentrum von St. Ulrich in Gröden in Südtirol besteht seit 1960. Es beherbergt Sammlungen zur kultur- und naturgeschichtlichen Entwicklung des Grödner Tals in Ladinien. Das Museumsgebäude Cësa di Ladins (deutsch Haus der Ladiner) wurde 1953 von der Union di Ladins de Gherdëina auch zum Zweck der Unterbringung eines Museums für Gröden errichtet.

## Aufbau des Museums

### Eingangsbereich

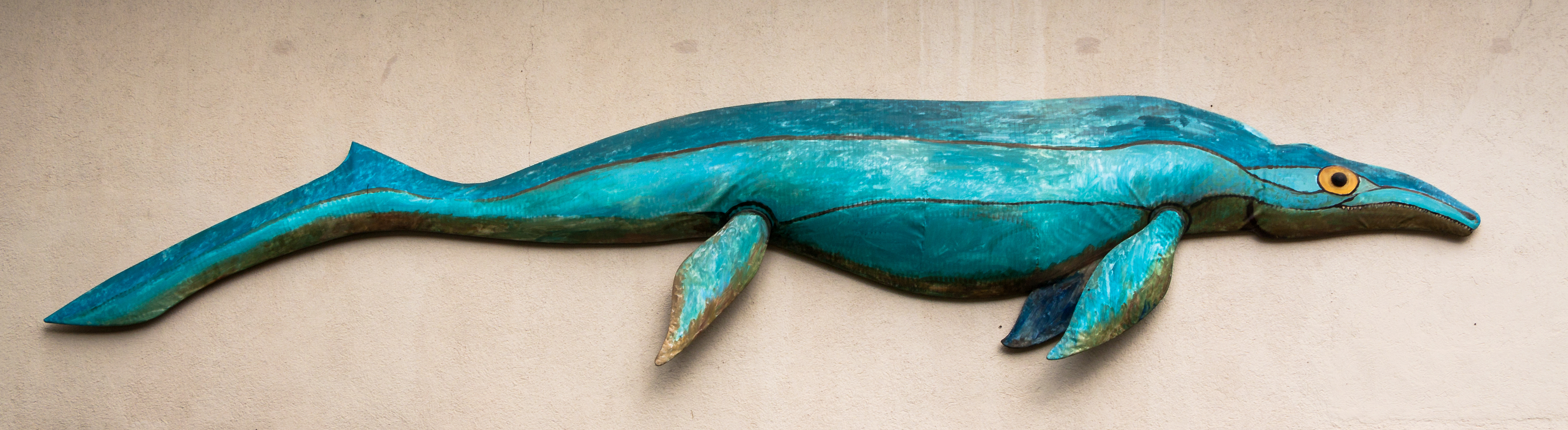
Lebensgroße Darstellung des Ichthyosauriers Cymbospondylus spec.

Zu sehen sind u. a. das Kruzifix von Sëurasas von Vinzenz Peristi und Baptist Walpoth (1932), die Kreuzwegreliefs von Vinzenz Moroder (1921) und ein Ölgemälde des Kunstmalers Josef Moroder-Lusenberg (1846–1939) mit einer Ansicht von St. Ulrich um 1860, entstanden 1925.

### 1. Ausstellungsraum

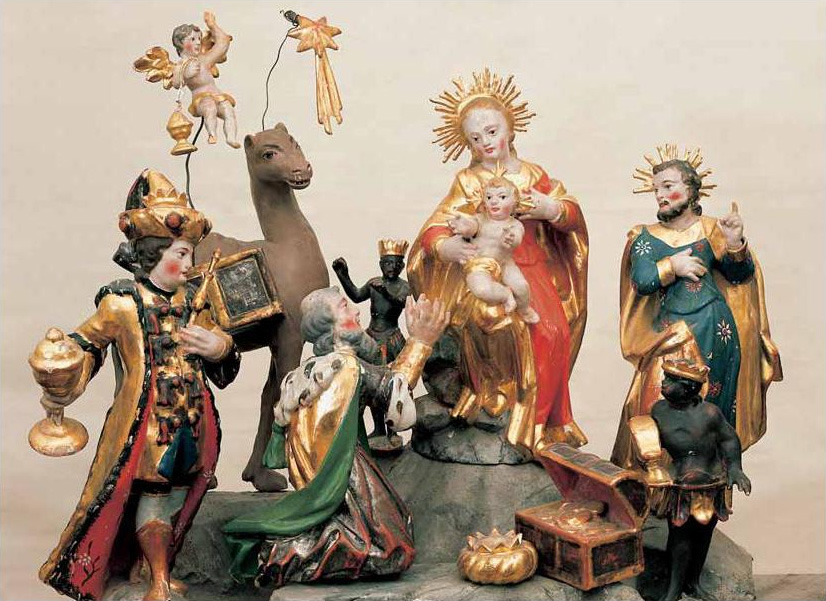
Krippe aus der Kirche von St. Jakob (Vinazerschule)

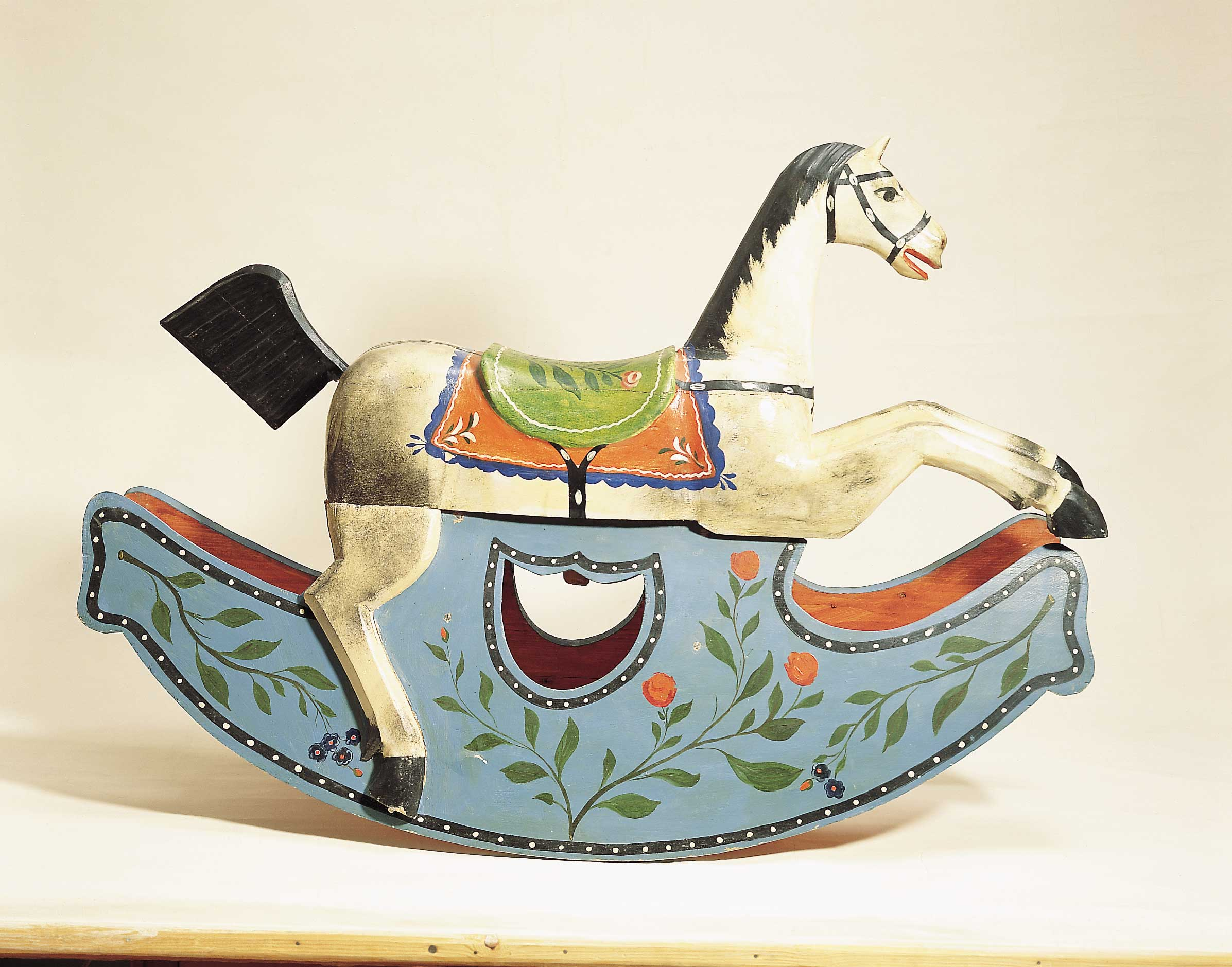
Holzgeschnitztes Schaukelpferd

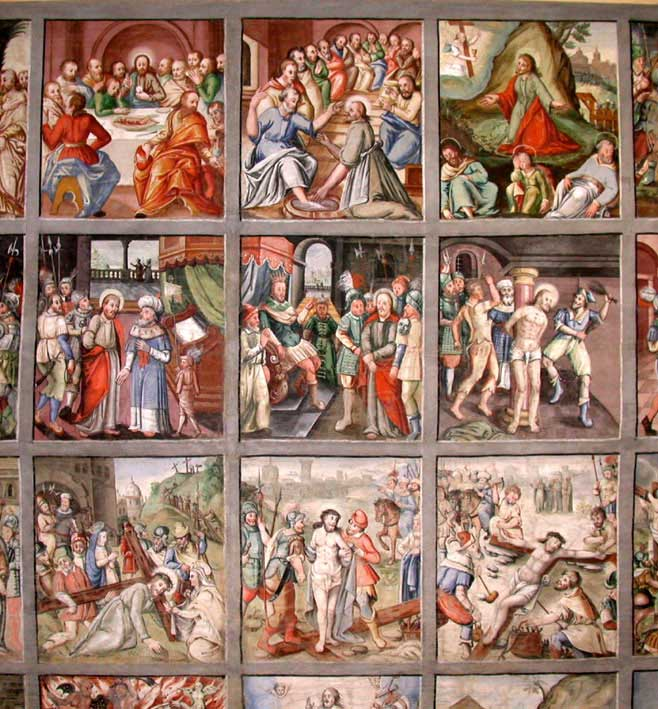
Barockes Fastentuch

Der erste Ausstellungsraum ist den barocken Anfängen der Sakralkunst in Gröden gewidmet. Ausgestellt sind die Originalskulpturen aus der St.-Jakobs-Kirche. Es handelt sich um Werke der einheimischen Bildhauer-Dynastie der Vinazer, welche zwischen 1650 und 1800 das sakrale Kunstschaffen in Gröden beherrschte. Außerdem zu sehen das originale Altarbild aus der St.-Jakobs-Kirche von Franz Sebald Unterberger (1751) aus Cavalese. Die ältere Werkstatt der Bildhauerdynastie der Trebinger ist mit vier wertvollen Heiligenfiguren dokumentiert (um 1700).

### 2. Ausstellungsraum
Der zweite Ausstellungsraum bietet einen Streifzug durch das historische Kunstschaffen in Gröden von 1650 bis 1950 und zeigt in der ersten Vitrine religiöse Kleinplastiken aus den Werkstätten der barocken Bildhauer Trebinger (17. Jahrhundert) und Vinazer (17./18. Jahrhundert).
Eine Auswahl an Krippenfiguren, Kreuzigungsgruppen, Leuchterengel, Kerzenhalter, Uhrenständer, Bilderrahmen, Karikaturen, allegorische Figuren, Tierdarstellungen u. v. m. gewährt Einblick in die volkstümliche Schnitzerei des 18. und 19. Jahrhunderts. In Heimarbeit hergestellt, wurde diese zuerst durch Wanderhändler, später über ein komplexes Geschäftsnetz europaweit vertrieben. Darunter auch eine Pietà des Jakob Sotriffer, Gründer der ersten Zeichenschule in Gröden 1825.
Die erste Hälfte des 20. Jahrhunderts ist mit zwei Werksammlungen der Bildhauer Albino Pitscheider (1877–1962) und Luis Insam (1901–1950) vertreten. Beachtenswert sind die Trachtenfiguren aus der Werkstatt von Josef Moroder-Lusenberg (um 1900), die Weihnachtskrippen von Luis Anton Insam und der Weihnachtskrippenaltar seines Sohnes Luis Insam sowie die Weihnachtskrippe von Vinzenz Peristi.

### 3. Ausstellungsraum

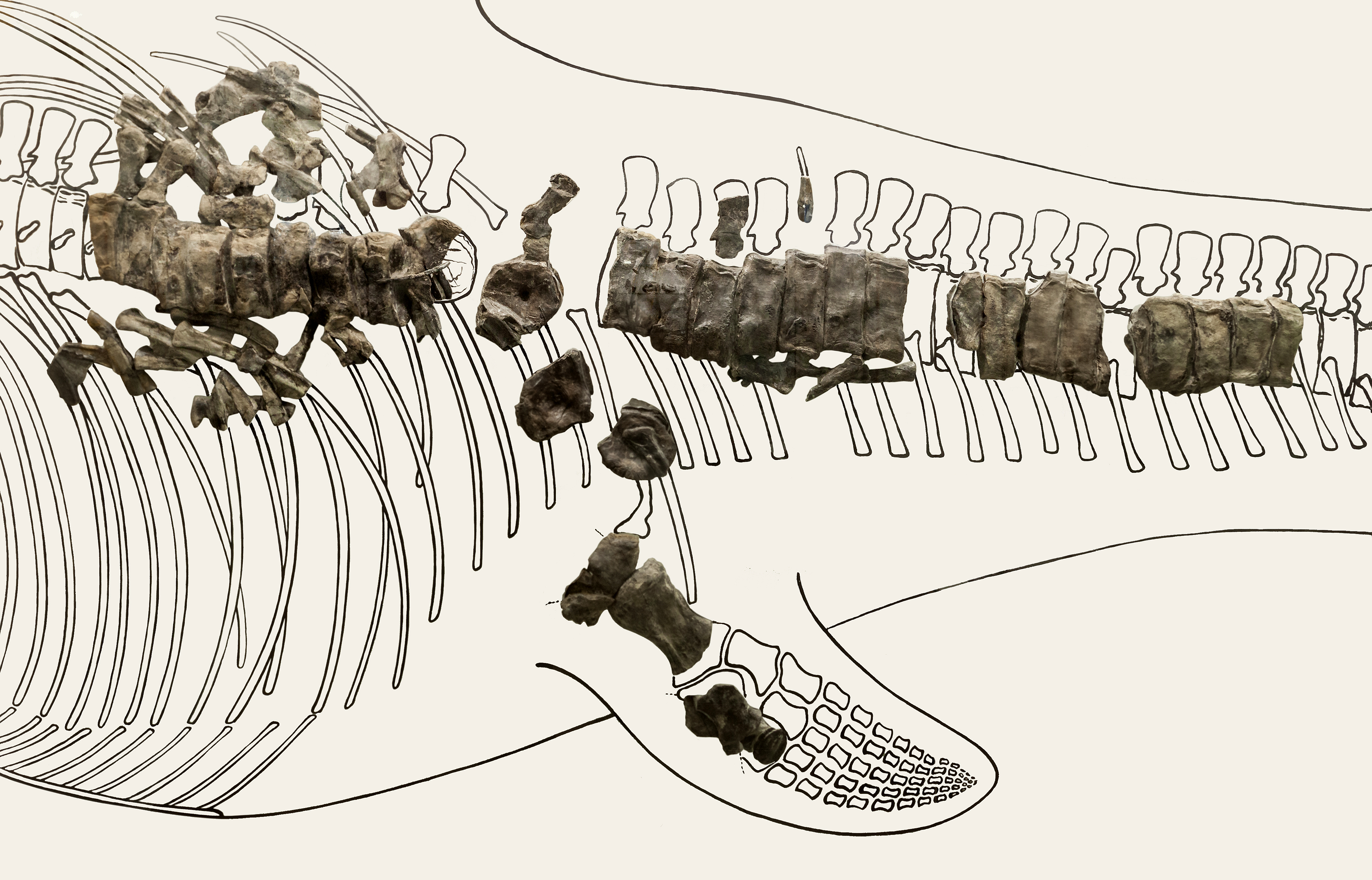
Cymbospondylus, Ichthyosaurier von der Seceda

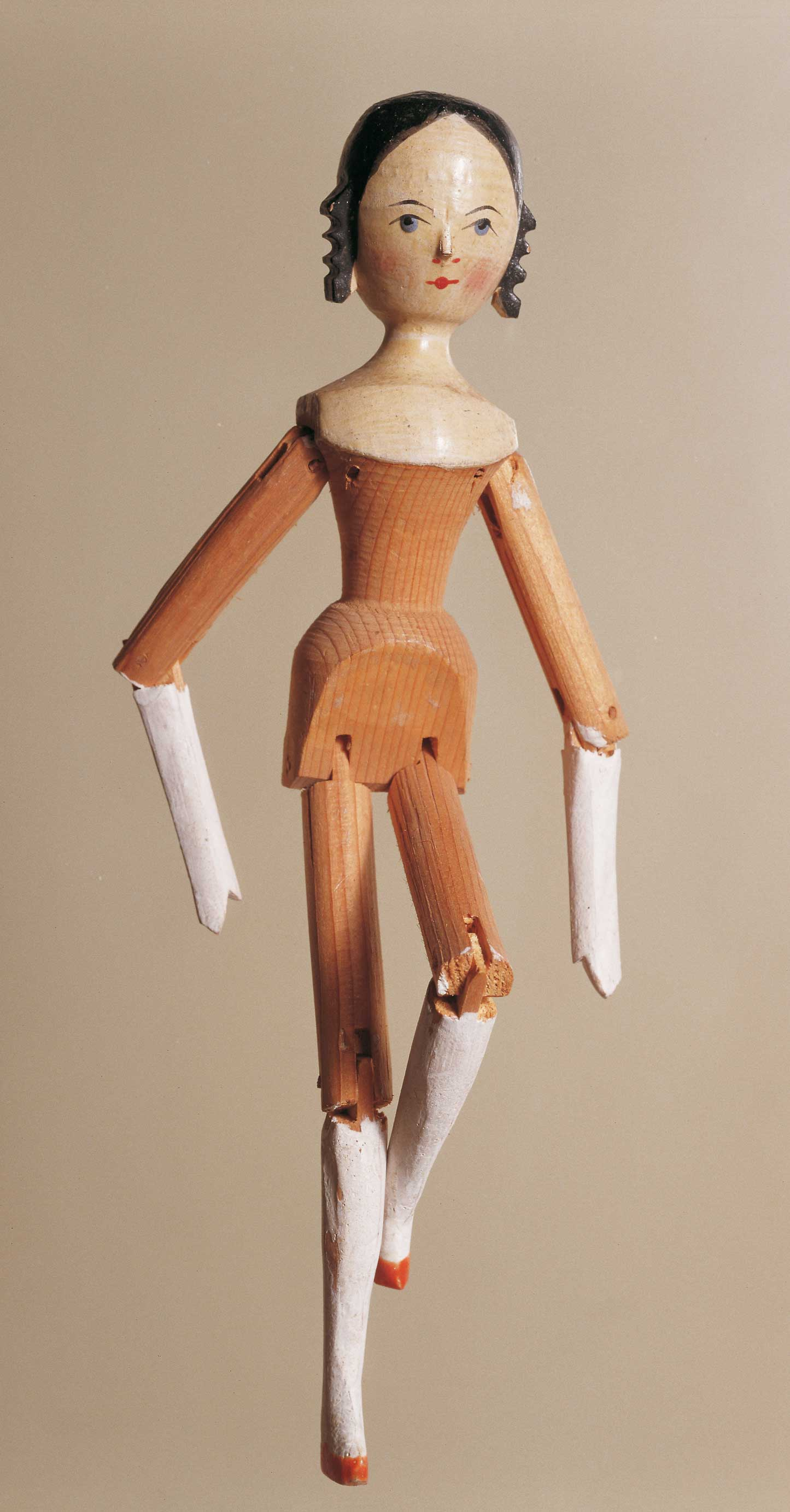
Gliederpuppe

Der dritte Ausstellungsraum ist dem naturkundlichen Bereich vorbehalten. Eine reichhaltige Sammlung an einheimischen Fossilien, Gesteinen und Mineralien gewährt Einblick in den geologischen Aufbau der westlichen Dolomiten. Erwähnenswert unter den Versteinerungen sind verkohlte Pflanzenreste (Ortiseia) aus den Schichten der Gröden-Formation, Gastropoden-Abdrücke, ein versteinerter Fisch (Archaeolepidotus leonardii), das über 280 Millionen Jahre alte Skelett eines Ichthyosauriers aus den Buchensteiner Schichten der Seceda sowie Korallenstöcke und Ammonitenfunde aus der Puezgruppe. Neben einem Querschnitt an typischen Mineralien der Seiser Alm findet sich in diesem Saal auch eine wertvolle Sammlung von Mineralien aus anderen Fundstellen des alpinen Raumes (u. a. Bergkristall aus dem Ahrntal, Geoden aus Teis). Ferner geben präparierte Waldtiere (darunter ein Albino-Reh) und einheimische Vögel, eine Schmetterlingsammlung und ein historisches Herbarium Einblick in die Vielfalt der alpinen Fauna und Flora.

### 2. Stock
Im Stiegenaufgang ist das frühbarocke Fastentuch aus der St.-Jakobs-Kirche in Gröden (um 1620/30) ausgehängt, das einzige in Südtirol vollständig erhaltene Zeugnis seiner Art.
Die archäologische Abteilung zeigt die Steinzeitfunde von Plan de Frea am Grödner Joch, die zu den bedeutendsten Fundspuren im Grödner Raum zählen (8000–5000 v. Chr.), weiters einzigartige Zeugnisse aus der Bronzezeit wie der Bronzedolch vom Balèst Berg (um 1300 v. Chr.) und den eisenzeitlichen Fundkomplex von Col de Flam (400–15 v. Chr., La-Tène-Zeit).
Die einmalige Sammlung alten Grödner Holzspielzeugs gehört zu den besonders erwähnenswerten Schätzen des Museums; von Johann Senoner-Vastlé in der Vorkriegszeit zusammengetragen, weist diese Sammlung eine umfangreiche Auswahl an Spielzeugartikeln auf, die zwischen 1750 und 1940 in Heimarbeit hergestellt wurden, darunter die typische Grödner Gliederpuppe in allen Herstellungsgrößen.
Des Weiteren werden Gemälde und Aquarelle von Josef Moroder-Lusenberg, Luis Piazza und Peter Demetz-Fëur gezeigt.

### Luis Trenker
Ein eigener Bereich ist dem gebürtigen Grödner Alpinisten, Schauspieler und Regisseur der ersten Bergfilme, Luis Trenker (1892–1990), gewidmet. Das Museum Gröden verwahrt seit 2004 seinen künstlerischen Nachlass und zeigt in einer Dauerausstellung Dokumente seines Filmschaffens.

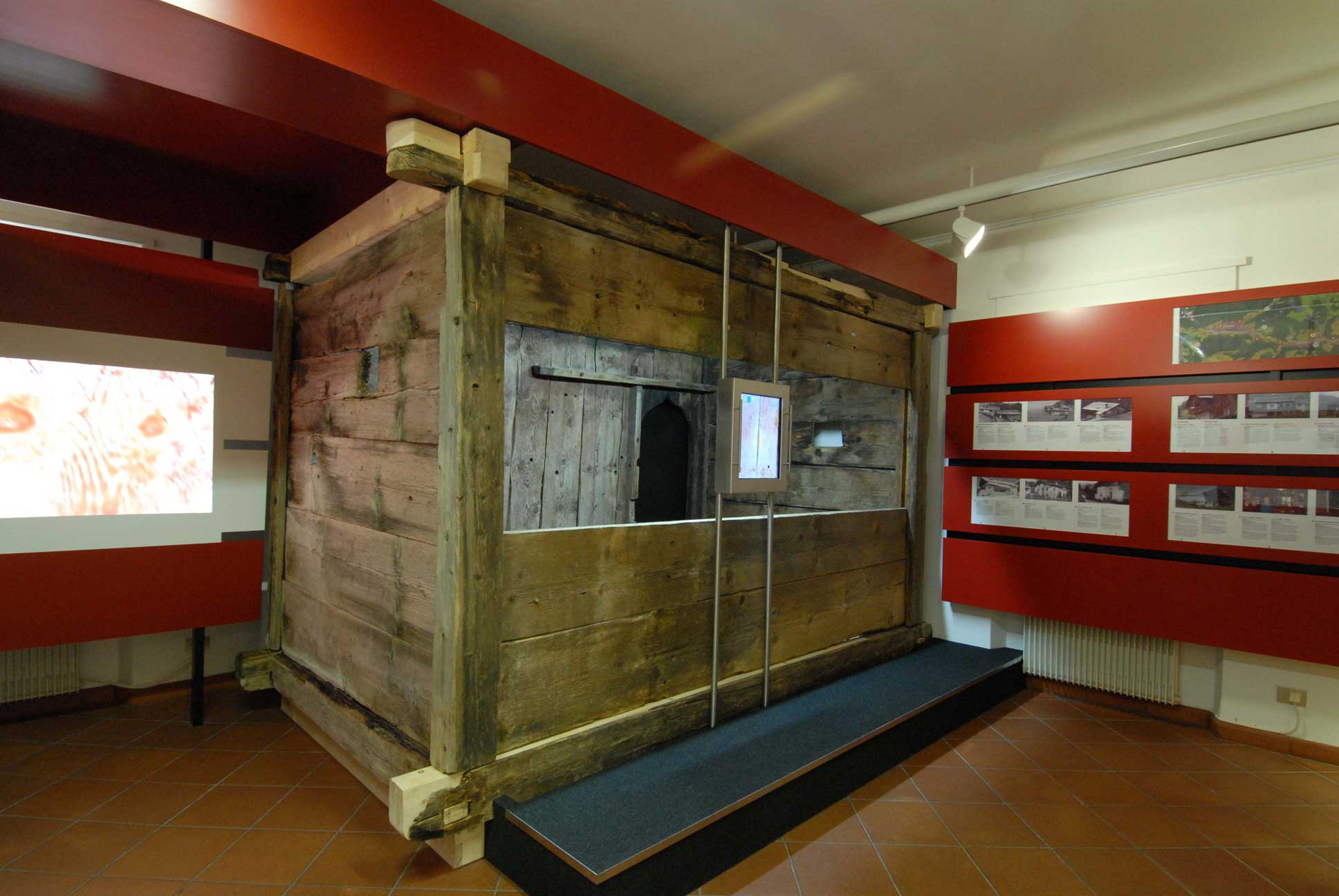
Multimediale Ausstellung einer spätmittelalterlichen Schlafkammer mit Rötelzeichnungen

### Sonderausstellung
- Bierjun 1490. Das Geheimnis einer Schlafkammer: Ausstellung einer spätmittelalterlichen Schlafkammer vom Bauernhof Bierjun mit seltenen Rötelzeichnungen religiösen Inhalts aus dem Jahr 1490.

## Publikationen des Museums
- Matthias Frei, Georg Innerebner, Rudolf Moroder-Rudolfine, Christian Moroder, Edgar Moroder, Viktor Welponer: Gröden und sein Heimatmuseum. Ein talkundlicher Führer. St. Ulrich 1966.
- Viktor Welponer, Edgar Moroder, Reimo Lunz, Adolf Kostner, Johann Moroder, Rudolf Moroder-Rudolfine, Rita Stäblein. Fotos: Robert Moroder und Luis Piazza: L Museum de Gherdëina – Das Grödner Heimatmuseum. Überblick über Grödens Kunst-, Natur- und Vorgeschichte (mit ladinischen und deutschen Beiträgen) 1985.
- Rudolf Moroder-Rudolfine: Albino Pitscheider: Scultëur y Maester – Bildhauer und Fachlehrer – Scultore e insegnante d'arte. Künstlermonographie, hrsg. aus Anlass des 25. Todestages. 1987.
- Nicolò Rasmo: Gli scultori Vinazer. Origini dell'attività scultorea in Val Gardena. Mit einem Beitrag über Giuseppe Antonio Vinazer von Juan Nicolau Castro, Toledo. Abbildungen und Werkverzeichnis. 1989.
- Rita Stäblein, Robert Moroder: La vedla chiena de Gherdëina – Altes Grödner Holzspielzeug – Il Giocattolo in legno della Val Gardena. Dreisprachige Ausgabe 1994.
- Peter Neuendorff (Übertragung aus dem Altdeutschen): Kochbuch der Anna Maria Sanoner und der Felicita Unterplatzer. Fotos: Robert Moroder 1995.
- Gert Ammann, Edgar Moroder, Ingrid Runggaldier Moroder und Robert Moroder: Josef Moroder Lusenberg. 1846–1939. Ausstellungskatalog, 1994.
- Ingrid Runggaldier Moroder, Barbara Tomelleri und Robert Moroder: Leo Crepaz da Maidl. Ausstellungskatalog aus Anlass des 90. Geburtstages des Künstlers. 1998.
- Paulina Moroder und Rudolf Moroder-Rudolfine: Hans Sontheimer 1906–1981. Katalog zur Sonderausstellung (10. Juli bis 13. Oktober 1999). St. Ulrich/Eppan 1999.
- Cristl Moroder, Rudolf Moroder-Rudolfine und Danila Serafini: Ludwig Moroder 1879–1953. Scultëur y maester. Bildhauer und Fachlehrer. Scultore e insegnante d’arte. N lecort di 50 ania dala mort. Gedächtnisschrift zum 50. Todestag. Edizione commemorativa nel 50.mo anniversario della morte. 2003.
- Eva Gadner, Gert Ammann, Peter Weiermair: Josef Moroder Lusenberg, Bera Sepl da Jumbierch, Herausgeber Istitut Ladin Micura da Ru, Museum Gherdeina, Südtiroler Kulturinstitut, 2009, ISBN 978-88-8171-085-0.
- Barbara Lanz, Sonja Mitterer: Höfekarte Gröden. Museum Gherdëina, St. Ulrich in Gröden 2014, ISBN 978-88-909015-0-8.
- Die Grödner Altarbaukunst von 1700 bis 1940. 2010.

## Schenkungen

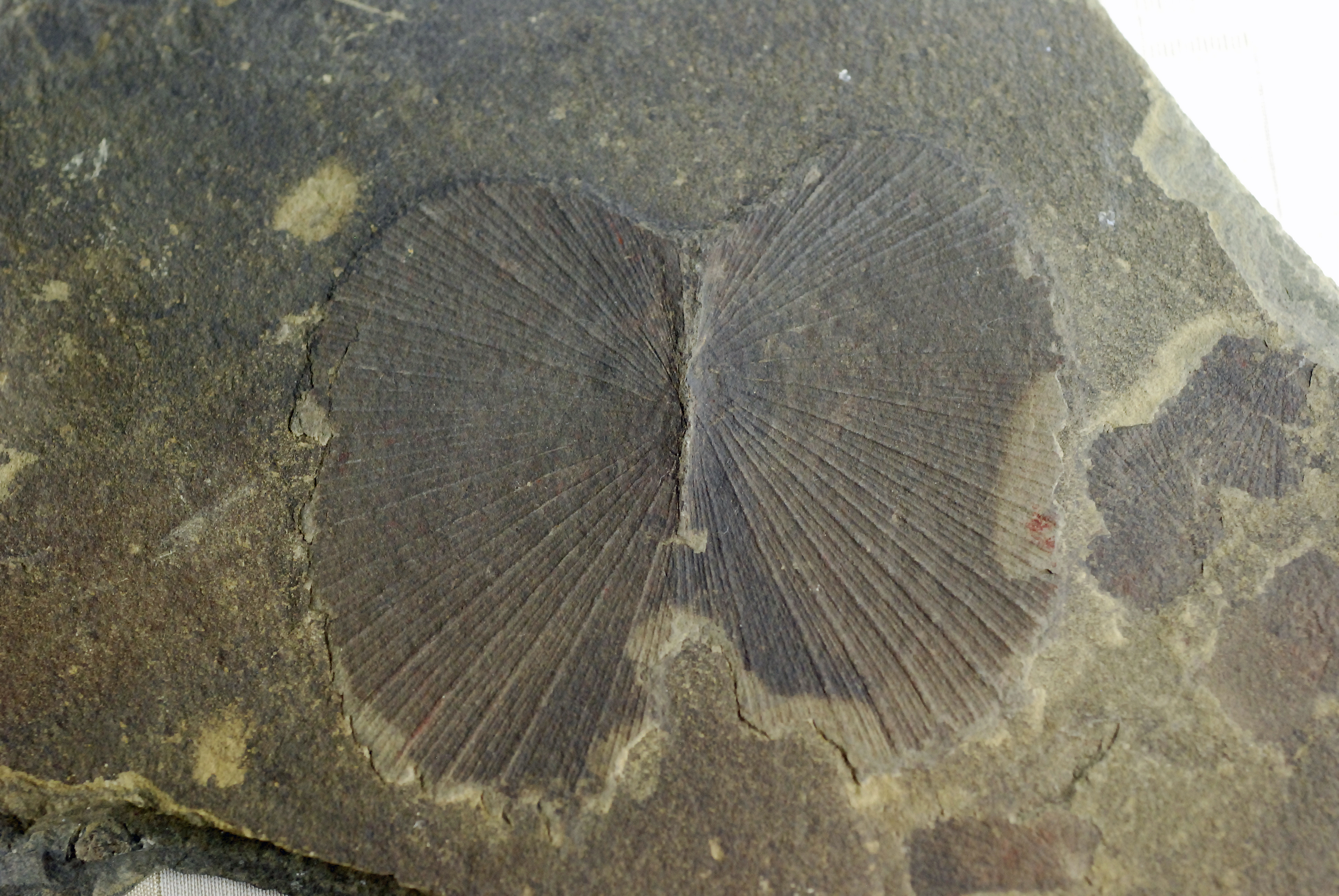
Daonella lommeli, eine Fossile der Museumskollektion aus den Wengener Schichten

- 1967 Schenkung der Familie Mahlknecht aus Bozen von Mineralien hauptsächlich von der Seiser Alm.
- 1972 Ankauf-Schenkung der Sammlung Giuani Senoner Vastlè von Grödner Holzschnitzereien-Spielzeug (1500 Stücke).
- 1985 Sammlung Albino Pitscheider mit 125 Holzplastiken des Grödner Künstlers.
- Vermächtnis Tresl Gruber mit Zeichnungen der Künstlerin und antiken Holzskulpturen der Familie Vinazer.
- Vermächtnis Leo Crepaz (Gemälde des Grödner Künstlers).
- 2000 Die Fa. ANRI (Holzschnitzereien) schenkt die Sammlung des Grödner Künstlers Luis Insam bestehend aus ca. 30 Skulpturen.
- Originalzeichnungen von Projekten für Grödner Holzaltäre aus dem 19.–20. Jahrhundert.
- Vermächtnis Luis Trenker (220 Stücke).